# 明治町 (基隆市)

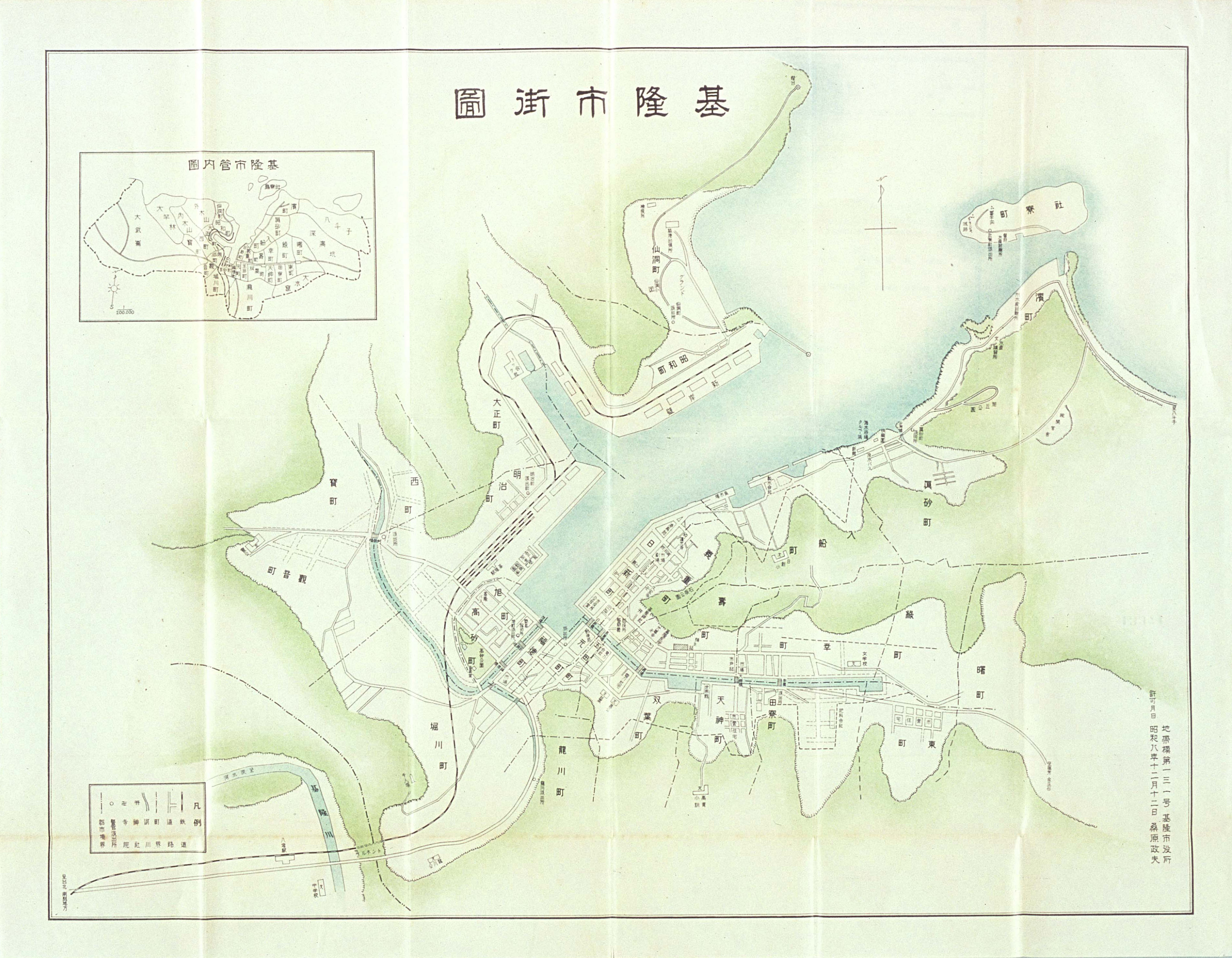
基隆市街圖

明治町為台灣日治時期臺北州基隆市的一個町，於基隆市自昭和6年（1931年）10月1日實施町名改正後設置，位於曾子寮街透牛稠港、基隆車站及舊埠頭一帶；當地原屬於基隆市大字牛稠港、蚵殼港和基隆的罾子寮。
明治町約為現今地籍太平段、中山段和新中山段南側的範圍，約為中山區新建里、安民里、安平里、中山里和民治里。

## 町內設施

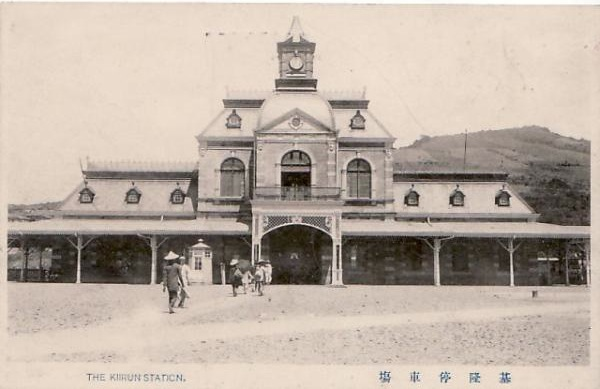
基隆車站

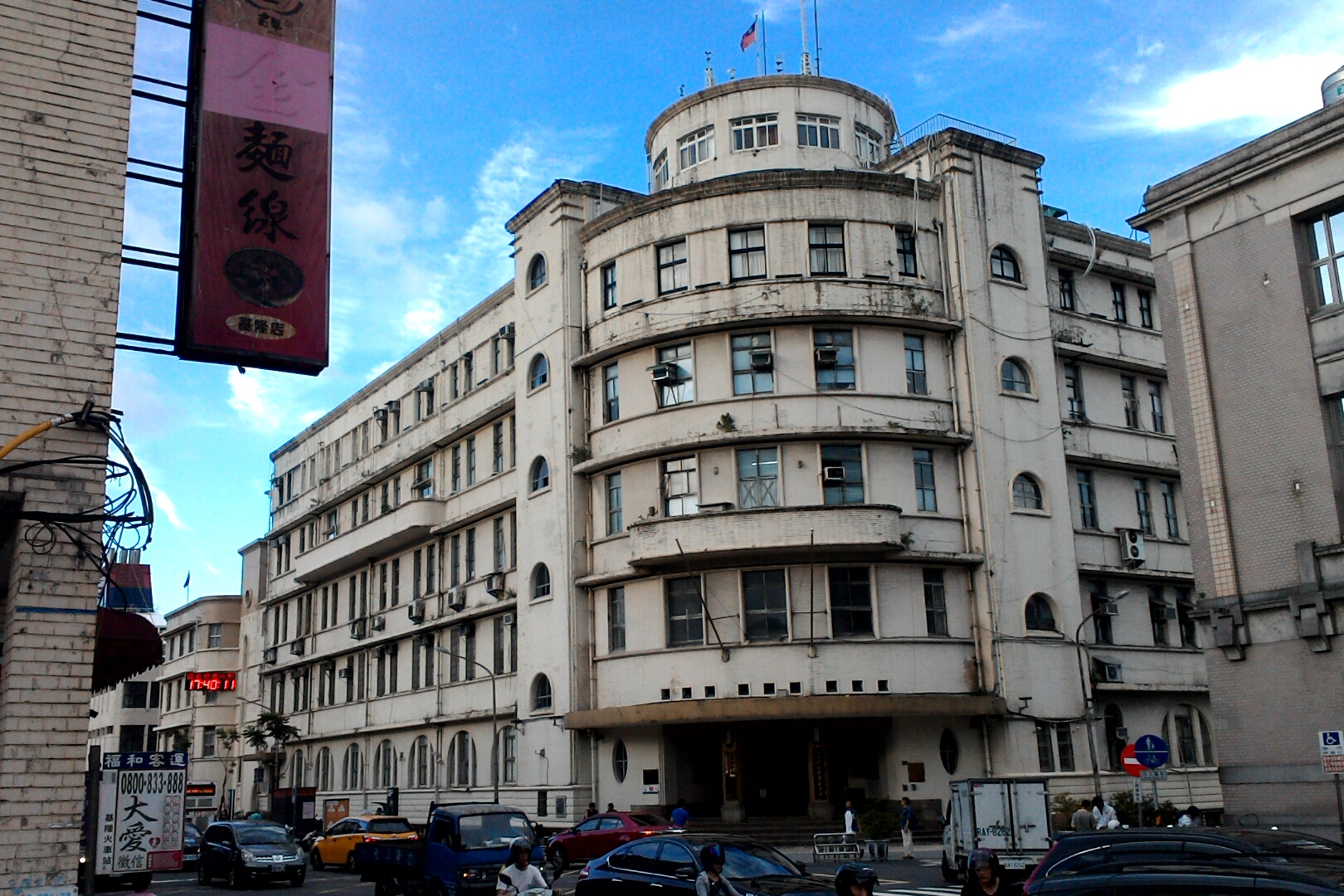
基隆合同廳舍(今海港大樓)

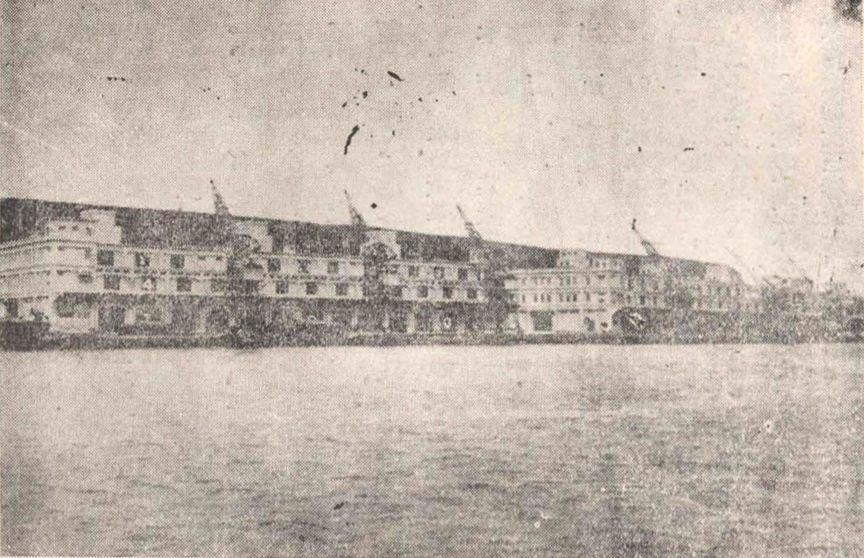
台灣倉庫株式會社倉庫.jpg

一丁目
- 基隆港1至6號碼頭
- 基隆車站

- 基隆合同廳舍

- 丸一組基隆出張所
- 日東商船組基隆支店
- 大阪商船株式會社台北支店基隆出張所
- 日本郵船株式會社基隆支店
- 國際運輸組基隆支店
- 台灣運輸株式會社基隆支店
- 臺灣倉庫株式會社

- 日本通運株式會社基隆支店

二丁目
三丁目
- 曹洞宗明華山淨因禪寺

四丁目
- 臺灣總督府肥料檢查所基隆出張所
- 明治町警察官吏派出所